# نظر بتروسيان
نظر بتروسيان (6 يونيو 1951 في تركمانستان - ) هو مدرب كرة قدم ولاعب كرة قدم أرمينيا وروسي وتركمانستان (وحمل سابقاً جنسية الاتحاد السوفيتي) في مركزي الوسط والهجوم. شارك مع منتخب الاتحاد السوفييتي لكرة القدم. أما مع النوادي، فقد لعب مع أرارات يريفان ونادي سيسكا موسكو ونادي كوبان كراسنودار وFC Kotayk ‏.

## مسيرته الكروية
لعب نظر بتروسيان خلال مسيرته الاحترافية مع 4 أندية في ثلاثة وعشرون موسمًا وسجل خلالها 33 هدفًا ضمن 318 مباراة. حيث فاز في موسمين بالكأس وفي موسم واحد بالدوري.
خاض نظر بتروسيان مسيرته مع نادي أرارات يريفان في موسم 1969 في المرة الأولى ليلعب معه تسعة مواسم ثم في موسم 1982 واستمر معه طيلة ثلاثة مواسم، مشاركًا طوالها في 216 مباراة سجل خلالها 21 هدفًا. ثم انتقل إلى نادي سيسكا موسكو في موسم 1978 واستمر معه طيلة ثلاثة مواسم، حيث شارك في 53 مباراة سجل خلالها 9 أهداف. لينتقل بعدها إلى نادي كوبان كراسنودار ما بين عامي 1981 و1982 لمدة موسم واحد، مشاركًا في 9 مباريات ولم يسجل أي هدف. ثم انتقل إلى FC Kotayk ‏ في موسم 1986 ليلعب معه سبعة مواسم، مشاركًا في 40 مباراة سجل خلالها 3 أهداف.

## وصلات خارجية
- نظر بتروسيان على موقع قاعدة بيانات كرة القدم.إي يو (الإنجليزية)
- نظر بتروسيان على موقع ناشيونال فوتبول تيمز (الإنجليزية)
- نظر بتروسيان على موقع عالم كرة القدم.نت (الإنجليزية)